# تاكايوكي يوكوياما
تاكايوكي يوكوياما (باليابانية: 横山 貴之) (22 ديسمبر 1972 في كوتشي في اليابان – )؛ هو لاعب كرة قدم ياباني سابق كان يلعب كمهاجم.

## وصلات خارجية
- تاكايوكي يوكوياما على موقع رابطة كرة القدم اليابانية للمحترفين (اليابانية)
- تاكايوكي يوكوياما على موقع عالم كرة القدم.نت (الإنجليزية)